# سهم ممتاز
سهام ممتاز (به انگلیسی: Preferred stock یا Preferred share). یکی از انواع سهام است. سهام ممتاز، نوعی گواهی مالکیت قابل انتقال است که به دارندهٔ آن، حقی محدود و ثابت از دارایی‌های شرکت می‌دهد. واژهٔ ممتاز بدین معنی است که پرداخت سود این سهام، نسبت به سود سهام عادی، اولویت داشته، و باید به‌طور کامل پرداخت شود؛ حتی اگر شرکت به هر دلیل ورشکسته شود. از طرفی ممکن است برخی حقوق نظیر حق رأی در مجامع از دارندگان سهام ممتاز سلب شود.
سهام ممتاز، جزو سهام سرمایه‌ای می‌باشد که در ایران قانون تجارت آن را پذیرفته است. این سهم دارای امتیازاتی است که به سهم عادی تعلق نمی‌گیرد. امتیازاتی که به سهام ممتاز تعلق می‌گیرد عبارتند:
- اختصاص سود بیشتر به مالکان سهام ممتاز نسبت به مالکان سهام عادی؛ مثلاً مقرر می‌شود که به سهام ممتاز نسبت به سهام عادی درصد بیشتری سود تعلق می‌گیرد.
- مالکان سهام ممتاز در دریافت سود اولویت دارند؛ مثلاً ممکن است زمانی پیش آید که به علت سود کم، سهامداران دیگر از بردن سود در زمان خاصی محروم شوند.
- اولویت مالکان سهام ممتاز در دریافت سود سال‌های آینده در صورت کافی نبودن سود سال مالی.
- اعطای امتیاز هنگام تقسیم دارایی شرکت در زمان تسویه ترجیحاً مبلغ سهام ممتاز پرداخت شود، یا در تقسیم دارایی باقی‌مانده شرکت، پس از پرداخت بدهی‌های آن به اشخاص ثالث، سهم بیشتری به نسبت سهام عادی به صاحبان سهام ممتاز داده شود.
- اعطای حق رای دو یا چند برابر که در قانون فرانسه از سال ۱۹۳۰ به روشنی ممنوع گردیده است و در قانون ۱۹۶۶ این کشور نیز این ممنوعیت جز در موارد استثنایی حفظ شده است.[نیازمند منبع] در برخی کشورها مانند فرانسه صاحبان سهام ممتاز از حق رای برخوردار نیستند.